# Governo della Finlandia
Il governo della Finlandia è l'organo dello Stato che detiene il potere esecutivo in Finlandia.  Chi dirige tale organo è il Consiglio di Stato. Il primo ministro e i ministri rispondono del proprio operato innanzi al Parlamento.

## Composizione del governo
I dodici ministeri sono previsti da un regolamento governativo, che disciplina anche le competenze dello stesso.
- Ufficio del primo ministro
- Ministero dell'ambiente
- Ministero degli affari esteri
- Ministero degli affari sociali e della salute
- Ministero dell’agricoltura e delle foreste
- Ministero dell'istruzione e della cultura
- Ministero della difesa
- Ministero delle finanze
- Ministero della giustizia
- Ministero dell'interno
- Ministero del lavoro e dell'economia
- Ministero dei trasporti e delle Telecomunicazioni[1]